# The Youngbloods
The Youngbloods fue una banda estadounidense de folk-rock formada por Jesse Colin Young (voz, bajo), Jerry Corbitt (guitarra principal), "Banana" Lowell Levinger (guitarra rítmica), y Joe Bauer (batería). A pesar de haber sido aclamados por la crítica, nunca alcanzaron grandes niveles de popularidad. Su única canción que ingresó al Top 40 fue "Let's Get Together".

## Orígenes y formación
Jesse Colin Young (cuyo nombre real era Perry Miller, nacido el 11 de noviembre de 1941 en New York City) era un cantante de folk de cierto éxito con dos LP editados -Soul of a City Boy (1964) y Youngblood (1965)- cuando conoció a Jerry Corbitt, también cantante de folk y anteriormente intérprete de bluegrass (nacido en Tifton, Georgia). Tras conocerse, Young y Corbitt se quedaban tocando juntos durante horas, intercambiando armonías.
En enero de 1965 comenzaron a tocar como dúo en el circuito canadiense (como los Youngbloods, Young tocaba el bajo y Corbitt el piano, la armónica y la guitarra). Corbitt presentó a Young a un músico de bluegrass, Lowell Levinger, apodado "Banana" (Lowell Levinger, 1946, Cambridge, Massachusetts). Levinger podía tocar el banjo, la mandolina, mandola, guitarra y bajo; había tocado con los Proper Bostoners y los Trolls. Joe Bauer (26 de septiembre de 1941, Memphis, Florida), un baterista de jazz con experiencia en bandas de baile de sociedad rechazó en un principio la idea de tocar en una banda de rock, pero tardó poco en cambiar de parecer.

## Conciertos
Una vez la alineación estaba completa, Jesse Colin Young and the Youngbloods, como sería conocido luego el grupo, comenzaron a ganar reputación con sus conciertos en clubes. Su primer concierto había sido en Gerde's Folk City en Greenwich Village; meses después eran la banda estable del Cafe Au Go Go y tenían un contrato de grabación con RCA Records. Young, sin embargo, no estaba satisfecho con RCA. "Nadie en RCA era realmente malo ni nada parecido; todos eran simplemente como estúpidos" explicó a la revista Rolling Stone.[cita requerida] "Ellos nunca supieron qué hacer con nosotros, e intentaron hacer de nosotros un grupo para adolescentes... nunca supieron lo que éramos, y nunca supieron como vender nuestro producto."[cita requerida]
El acuerdo llevó a un sencillo de éxito: "Grizzly Bear" (número 52 de los charts en 1967). Éste fue seguido por álbumes que recibieron una excelente crítica -The Youngbloods (1967; luego reeditado como "Get Together"), Earth Music (1967), y Elephant Mountain (1969). En 1967, cuando apareció "Get Together", un himno a la hermandad universal, no obtuvo buenas ventas (#62, 1967)[cita requerida]. Pero dos años después -cuando el Consejo Nacional de Cristianos y Judíos utilizó la canción como tema del encuentro para las publicidades de radio y televisión [cita requerida]- la canción fue relanzada y llegó al número cinco.

## Disolución
The Youngbloods grabaron unos pocos discos más y luego se separaron. En una entrevista con Peter Knobler, Young vinculó la separación con un conflicto alrededor de una canción suya, "Peace Song".
"Toqué ["Peace Song"] la noche en que la escribí, durante las sesiones de grabación de "Rock Festival" [...], y la gente se volvió sencillamente loca, ¡les encantó! Y la noche siguiente los demás la tocaron también, y a mí no me gustó. Pensé que [el que ellos tocaran] quitaba poder a la canción... Por primera vez desde que la banda se había formado dije "quiero tocar esta solo". También Joe [Bauer] dijo "Esta no es la música de Youngbloods, este eres tú; no quiero esto en el disco de los Youngbloods, y me dolió."[cita requerida]
Según Young, las tensiones con los Youngbloods explotaron. "Banana vino y me dijo, 'Joe cree que ["Peace Song"] tiene cierto valor, cierta dirección musical.' Yo dije, '¿dirección musical? ¡No jodas!... Me hizo pensar ¿qué estoy haciendo en esta banda?" [cita requerida]
Los últimos discos del grupo fueron Ride The Wind (1971), Good and Dusty (1971), y High in a Ridgetop (1972). Corbitt, que había dejado a los Youngbloods en 1971, se hizo productor discográfico y editó dos discos suyos (Corbitt y Jerry Corbitt).[cita requerida] Bauer sacó un solo disco solista (Moonset) y, con Levinger, grabó como "Banana and The Bunch" (Mid Mountain Range), y Noggins (Crab Tunes). Young, el Youngblood con el perfil más alto, se encaminó en la carrera solista que aparentemente siempre había querido. No ha tenido ningún single exitoso, pero discos como Light Shine (1974), Songbird (1975), y el disco en vivo On the Road (1976) se vendieron bien.

## Discografía
- 1967: The Youngbloods - reeditado como Get Together en 1971
- 1967: Earth Music
- 1969: Elephant Mountain
- 1970: Rock Festival
- 1970: Two Trips
- 1970: The Best of the Youngbloods
- 1971: Ride the Wind - álbum grabado en directo.
- 1971: Good and Dusty
- 1971: Sunlight
- 1972: High on a Ridgetop
- 1972: This is the Youngbloods
- 1998: Euphoria: 1965–1969
- 2002: Get Together: The Essential Youngbloods
- 2005: Beautiful! grabado en directo en San Francisco en 1971

- Datos: Q1780037
- Multimedia: The Youngbloods / Q1780037